# Quintuplet
Quintuplet – zwarta gromada gwiazd znajdująca się w konstelacji Strzelca w odległości około 26 000 lat świetlnych. Gromada Quintuplet znajduje się w odległości 100 lat świetlnych od centrum Drogi Mlecznej. Wiek gromady szacuje się na 4 miliony lat. Została odkryta w 1990 roku na zdjęciach wykonanych w podczerwieni teleskopem Chandra. Gromada ta znajduje się w fazie rozpraszania gwiazd. Nazwa Quintuplet nawiązuje do zdjęć wykonanych przez teleskop Chandra, na których wyraźnie wyróżniało się pięć grup gwiazd z gromady choć w rzeczywistości zawiera ona setki gwiazd.
W gromadzie Quintuplet kolizje podmuchów wiatru, pochodzących od krążących po bliskiej orbicie gwiazd w układzie podwójnym, ogrzewają się do temperatury 50 milionów kelwinów oraz powodują silne emisje promieniowania rentgenowskiego. Wykryto w tym rejonie również fale radiowe, wytworzone przez gaz z tego obszaru nieba, co jest kolejnym dowodem na żywiołowe ocieplanie się gazu za sprawą wiatrów masywnych gwiazd.
W gromadzie Quintuplet znajdują się gwiazdy, które zbliżają się do osiągnięcia granicy eksplozji supernowej. Gromada ta jest jedną z najmasywniejszych młodych gromad gwiazd, choć równocześnie jest znacznie mniej masywna od gromad kulistych znajdujących się w galaktycznym halo. Masa gromady wynosi około 10 000 mas Słońca. Do gromady Quintuplet należy jedna z najjaśniejszych gwiazd naszej Galaktyki – gwiazda Pistolet.
Za kilka milionów lat gromada ta zostanie całkowicie rozproszona w przestrzeni przez siły pływowe działające w centrum Galaktyki.